# Silvio Rodríguez
Silvio Rodríguez Domínguez, född  29 november 1946 i San Antonio de los Baños, kubansk musiker, nueva trova-rörelsens främsta gestalt, kompositör, gitarrist, sångare och politiker.
Rodríguez föddes i småstaden San Antonio de los Baños, utanför Havanna. Under sin fyra år långa tjänstgöring i den kubanska armén, började Rodríguez skriva sina första låtar, som var romantiska visor, inspirerade av bland andra poeten Lord Byron. Senare började texterna handla om samtida politiska frågor, exempelvis La leyenda del aguila, som kritiserade vietnamkriget.
Hans sånger är populära över hela Latinamerika och i Spanien, men även i andra delar av världen. Låtarna har blivit översatta och tolkade på många olika språk, bland annat svenska. Några av hans verk, till exempel "El día feliz que está llegando" (Sång till friheten), "El mayor" (Don Quixote) och "Oleo de mujer con sombrero" (Carolina), har fått svensk text av Björn Afzelius, som även har turnerat tillsammans med Rodríguez och Mikael Wiehe i både Sverige och på Kuba. Afzelius texter är dock inga översättningar eller tolkningar av originaltexterna. Han skrev istället texter som utgick ifrån Afzelius egna tankar och ideal.
Rodríguez valdes 2003 till ledamot i Kubas parlament. År 2007 utnämndes han till hedersdoktor vid Universidad Nacional Mayor de San Marcos i Peru för sitt konstnärskap.

## Diskografi
- Días y Flores (1975)
- Al final de este viaje (1978)
- Mujeres (1978)
- Rabo de Nube (1980)
- Unicornio (1982)
- Tríplico Volumen Uno (1984)
- Tríplico Volumen Dos (1984)
- Tríplico Volumen Tres (1984)
- Causas y Azares (1986)
- Oh Melancolía (1988)
- Silvio Rodriguez en Chile (1990)
- Silvio (1992)
- Mano a mano (1993)
- Rodríguez (1994)
- El Hombre Extraño (1995)
- Dominguez (1996)
- Descartes (1998)
- Mariposas (1999)
- Expedición (2002)
- Cita con Ángeles (2003)
- Erase que se era (2006)
- Segunda cita (2010)